# Hard White (Up in the Club)
«Hard White (Up in the Club)» — перший сингл з Radioactive, другого студійного альбому американського репера Yelawolf. Приспів виконує Lil Jon. За кілька днів до офіційного релізу пісня з'явилася в мережі.
Спочатку як перший окремок планували видати «Gangsta of Love», проте трек передчасно потраплив до інтернету. 7 липня Yelawolf повідомив, що композиція не увійде до платівки.
На «Hard White (Up in the Club)» існує відеокліп. Режисер: Motion Family. Відео зняли 26 серпня в Атланті на 1260 Кастер-авеню. Прем'єра відбулась 20 вересня на VEVO-каналі виконавця. Кліп містить камео реперів Rittz та Shawty Fatt. 2 листопада оприлюднили ремікс з участю T.I. та Slaughterhouse.

## Список пісень
Цифровий сингл
1. «Hard White (Up in the Club)» (з участю Lil Jon) — 3:24

## Чартові позиції
| Чарт (2012)                           | Найвища позиція |
| ------------------------------------- | --------------- |
| US Bubbling Under R&B/Hip-Hop Singles | 14              |